# 李永哥
李永哥（?—?），即趙永哥，本姓拓跋，是北宋时党项族人物，为定难节度使李继捧之子。
宋太宗太平兴国七年（982年），李继捧向宋朝朝廷交出定难军節度使職務，被賜名趙保忠，在宋朝官至右金吾卫上将军，判复州（今湖北省天門市）。但是，定难军故地被李继捧的族弟李繼遷占據，成為後來西夏的前身。趙永哥和父親趙保忠關係不好，宋真宗景德元年（1004年）趙保忠病重，上書皇帝說兒子永哥不肖，請求流放他到春州（今廣東省陽春市）。宋真宗以趙保忠病中之语，授趙永哥永州（今湖南省永州市）别驾，命令监军监察他。不久趙保忠卒，追赠威塞军节度使。天禧四年（1020年），录趙保忠之孙趙从吉为三班奉职，史書沒有說明从吉是否是永哥之子。